# Parma oligolepis
Parma oligolepis es una especie de peces de la familia Pomacentridae en el orden de los Perciformes.

## Morfología
Los machos pueden llegar alcanzar los 16,5 cm de longitud total.

## Hábitat
Es un pez de mar.

## Distribución geográfica
Se encuentra al este de Australia entre Cabo Tribulation (Queensland) y Sídney (Nueva Gales del Sur ).  